# Созань
Созань (укр. Созань) — село в Старосамборской городской общине Самборского района Львовской области Украины.
Население по переписи 2001 года составляло 450 человек. Занимает площадь 0,631 км². Почтовый индекс — 82081. Телефонный код — 3238.